# Andy Gibb
Andrew Roy Gibb (Manchester, 5 maart 1958 - Oxford, 10 maart 1988) was een Brits popzanger. Eind jaren 70 van de 20e eeuw was hij een tieneridool.

## Biografie
Hij was de jongste broer van Barry, Robin en Maurice, leden van de popgroep Bee Gees. Zijn vader was leider van een big band en zijn moeder zangeres. Toen hij één jaar oud was, verhuisde het gezin naar Australië. Tijdens zijn jeugd beleefden zijn broers hun eerste successen. Hierdoor wilde hij zelf ook musicus worden.
In 1972 trad hij voor het eerst op, in een pub op Ibiza. Twee jaar later kreeg hij zijn eerste platencontract. Zijn eerste single, Words and Music, haalde de 5e plaats in de Australische hitparade. Daarna ontfermde Robert Stigwood, de manager van de Bee Gees, zich over hem.
Andy Gibb kreeg groot succes in 1977 toen zijn singles I Just Want To Be Your Everything en (Love Is) Thicker Than Water de eerste plaats bereikten in de Amerikaanse Billboard Hot 100. Het volgende jaar bereikte hij dat ook met Shadow Dancing. Daarmee was Gibb de eerste soloartiest die met zijn eerste drie singles die plaats bereikte. Dit record werd pas in 1991 gebroken door Mariah Carey.
Begin jaren 80 was hij regelmatig in het nieuws, door zijn relatie met Dallas-actrice Victoria Principal. Hij nam ook nummers op met Olivia Newton-John. Met het einde van het disco-tijdperk raakte ook de carrière van Andy Gibb in het slop. Hij speelde in musicals en presenteerde een aantal televisieprogramma's, maar haalde niet meer de roem uit de jaren zeventig.
Op het persoonlijke vlak kreeg hij grote problemen; hij werd behandeld wegens een cocaïne-verslaving en werd in 1987 bankroet verklaard. Daarna leek hij uit het dal te komen; hij nam met zijn broers enkele demo's op, met de bedoeling dat hij hun groep zou komen versterken. Tevens was hij bezig met een nieuw album, waarop onder andere de track "Man On Fire" zou komen te staan.
In maart 1988 kreeg hij last van een verwaarloosde hartkwaal. Hij overleed aan myocarditis, een ontsteking van de hartspier, vijf dagen na zijn dertigste verjaardag. Andy Gibb ligt begraven op de Forest Lawn - Hollywood Hills Cemetery in Los Angeles.

## Discografie

### Singles
Tussen haakjes jaar van verschijning in Nederland en (waar van toepassing) hoogst bereikte plaats in de Nederlandse Top 40.
"I just want to be your everything" (1977, 24)

"(Love is) thicker than water" (1978)

"Shadow dancing" (1978)

"An everlasting love" (1978, 28)

"(Our love) Don't throw it all away" (1979)

"Desire" (1980, 20)

"I can't help it" (1980) (met Olivia Newton-John)

### Albums
"Flowing Rivers" (1977)

"Shadow Dancing" (1978)

"After Dark" (1980)

"Andy Gibb's Greatest Hits" (1980)

"Andy Gibb" (1991)

"Andy Gibb: Millennium" (2001)
- Biblioteca Nacional de España: XX946852
- Bibliothèque nationale de France: cb13921995s (data)
- Gemeinsame Normdatei: 134595998
- International Standard Name Identifier: 0000 0000 5951 5210
- Library of Congress Control Number: n79030878
- MusicBrainz: f1d174fc-6bd9-41fe-b4c8-972ab578fb5c
- Nationale Bibliotheek van Tsjechië: ola2002151339
- Nederlandse Thesaurus van Auteursnamen: 097830054
- Istituto Centrale per il Catalogo Unico: DDSV034727
- Virtual International Authority File: 198244
- WorldCat: E39PBJqQCfMY4FtBwCdjBJjHmd